# Zadobje
Zadobje – wieś w Słowenii, w gminie Gorenja vas-Poljane. W 2018 roku liczyła 55 mieszkańców.